# Ponta da Espalamaca
A Ponta da Espalamaca, popularmente referida como Morro da Espalamaca localiza-se na freguesia da Conceição, concelho da Horta, na ilha do Faial, nos Açores.
O seu nome (Espalamaca) deriva da colonização flamenga na Ilha do Faial, nomeadamente o nome Speldemaker.
Constitui-se num promontório que, junto com o Monte da Guia, que lhe é oposto, delimita a baía da Horta.
Em seu cimo encontra-se o Miradouro de Nossa Senhora da Conceição, de onde se descortina uma magnífica vista sobre a cidade da Horta, a freguesia da Praia do Almoxarife, bem como os campos envolventes, e as ilhas de São Jorge e do Pico.
Ainda no cimo deste promontório, e dada a sua posição estratégica, foi erguida, no contexto da Segunda Guerra Mundial, a Bateria de Costa da Espalamaca.
No canal do Faial, a cerca de 500 metros da ponta deste promontório, foi descoberta uma fonte hidrotermal submarina, entre os 30 e os 40 metros de profundidade, ao longo da crista submarina que liga a ponta da Espalamaca aos ilhéus da Madalena.
Esta fonte foi descoberta por cientistas do Departamento de Oceanografia e Pescas (DOP) da Universidade dos Açores e, em 2011, ainda se encontrava a ser estudada.